# HMCS Cobourg (1943)
HMCS Cobourg (с англ. — «ЕВКК Кобург») — канадский корвет типа «Флауэр», участвовавший во Второй мировой войне. Спущен на воду в 1943 году, занимался преимущественно охраной конвоев. В 1947 году был продан Панаме, под именем «Пуэрто дель Соль» служил в торговом флоте. Сгорел и затонул в 1971 году.